# أوستين لان
أوستين لان (بالإنجليزية: Austen Lane)‏ هو لاعب كرة قدم أمريكية أمريكي، ولد في 9 نوفمبر 1987 في إيفانستون في الولايات المتحدة.

## وصلات خارجية
- أوستين لان على موقع مرجع كرة القدم المحترفة.كوم (الإنجليزية)
- أوستين لان على موقع يو إف سي (الإنجليزية)
- أوستين لان على موقع شيردوغ (الإنجليزية)
- أوستين لان على موقع Tapology.com (الإنجليزية)